# エディ・ラダ
エディ・ラダ（Edi Rada、1922年9月13日 - 1997年7月13日）は、オーストリア出身の男性フィギュアスケート選手。1948年サンモリッツオリンピック男子シングル銅メダリスト。1949年ヨーロッパフィギュアスケート選手権優勝。

## 経歴
- 1948年サンモリッツオリンピックで銅メダルを獲得。
- 1949年ヨーロッパフィギュアスケート選手権優勝。

## 主な戦績
| 大会/年      | 1937-38 | 1938-39 | 1946-47 | 1947-48 | 1948-49 |
| ------------ | ------- | ------- | ------- | ------- | ------- |
| オリンピック |         |         |         | 3       |         |
| 世界選手権   | 7       | 4       |         | 棄権    | 3       |
| 欧州選手権   | 7       | 4       | 4       | 3       | 1       |